# عمر كتانة
عمر عزت شريف كتانة (9 أكتوبر 1957 – ) سياسي وأستاذ جامعي فلسطيني، ولد ونشأ في مدينة طولكرم الفلسطينية، شغل منصب وزير سلطة الطاقة والموارد الطبيعية الفلسطينية منذ 17 ديسمبر 2006 وحتى 10 يناير 2017.

## نشأته وتحصيله العلمي
وُلِد عمر عزت شريف كتانة في أحد الأحياء القديمة الواقعة وسط مدينة طولكرم وذلك بتاريخ 9 أكتوبر 1957، وهو شقيق السياسية الفلسطينية "ريما كتانة"، ووالده "عزت كتانة" كان قياديًا بعصبة التحرر الوطني الفلسطيني في مدينة طولكرم ومديرًا لبريد طولكرم قبل حرب النكسة عام 1967.
حصل عمر على درجة الماجستير في الهندسة الكهربائية وعلوم الكمبيوتر من جامعة سيراكيوز في ولاية نيويورك بالولايات المتحدة الأمريكية، ثم حصل على درجة الدكتوراه في الهندسة الكهربائية من جامعة نيويورك بوليتكنيك في الولايات المتحدة الأمريكية.

## حياته العملية
عمل منذ عام 1989 أستاذًا ومحاضرًا جامعيًا للهندسة الكهربائية في جامعة بيرزيت، وفي عام 1993 أصبح رئيسًا لقسم الهندسة الكهربائية في الجامعة وقد استمر رئيسًا للقسم حتى عام 1995.
في 2 يناير 1995 أصدر الرئيس الفلسطيني ياسر عرفات قرارًا يقضي بتعيينه مديرًا عامًا في هيئة الطاقة الفلسطينية، وفي 1 أبريل 2003 عينه الرئيس الفلسطيني ياسر عرفات بمنصب الوكيل المساعد لوزارة الطاقة والموارد الطبيعية الفلسطينية.
في 17 ديسمبر 2006 كلفه الرئيس الفلسطيني محمود عباس بمنصب وزير سلطة الطاقة والموارد الطبيعية الفلسطينية، حيث استمر في منصبه هذا حتى 10 يناير 2017، كما كان الرئيس الفلسطيني محمود عباس قد كلفه أيضًا بمنصب رئيس مجلس تنظيم قطاع الكهرباء الفلسطيني منذ 15 فبراير 2010 وحتى 31 ديسمبر 2012.
في 30 أبريل 2013 تولى رئاسة المجلس الوزاري العربي للكهرباء التابع لجامعة الدول العربية في دورته العاشرة، واستمر بذلك حتى انعقاد الدورة الحادية عشر للمجلس في 9 يونيو 2015.